# Elizabeth Gilbert
Elizabeth M. Gilbert (18 juli 1969, Waterbury (Connecticut)) is een Amerikaanse romanschrijver, essayist, biograaf en schrijver van korte verhalen en memoires. Ze is vooral bekend om haar veelgeprezen memoires Eat, Pray, Love (2006) die tevens in 2010 verfilmd werden onder nagenoeg dezelfde titel.

## Achtergrond
Gilbert werd geboren in Waterbury in de Amerikaanse staat Connecticut. Haar vader was chemisch ingenieur en haar moeder verpleegster. Ze groeide op in een klein gezin samen met haar enige zus, de romanschrijver en historica Catherine Gilbert Murdock. Ze woonden op een kerstboomerf in Litchfield in Connecticut zonder buren, televisie of muziekspeler. Bijgevolg lazen ze veel. Gilbert en haar zus vermaakten zich met het schrijven van kleine boeken en toneelstukken.
Gilbert behaalde in 1991 een diploma Bachelor of Arts in de politieke wetenschappen aan New York University. Vervolgens ging ze aan de slag als kokkin, tafelbediende en werknemer bij een tijdschrift. Over haar ervaringen als kokkin op een toeristische ranch schreef ze een kortverhaal. Het wordt ook vermeld in haar boek The Last American Man.

## Kortverhalen en journalistieke loopbaan
Het Amerikaanse tijdschrift Esquire publiceerde haar kortverhaal Pilgrims in 1993 onder de kop "The Debut of an American Writer" ("Het debuut van een Amerikaanse schrijver"). Daarmee was ze de eerste niet-gepubliceerde schrijver van kortverhalen die in Esquire haar debuut maakte sinds Norman Mailer. Vanaf dat moment kon ze zich toeleggen op serieus journalistiek werk in opdracht van een hele resem nationale tijdschriften zoals SPIN, GQ, The New York Times Magazine, Allure, Real Simple en Travel + Leisure. In haar memoires Eat, Pray, Love geeft ze te kennen dat ze carrière maakte als een goed verdienende freelance-schrijver. Voor Pilgrims ontving ze de Zacharis Award van 1999.
Haar artikel "The Muse of the Coyote Ugly Saloon" in 1997 voor GQ vertelt over de periode in het leven van Gilbert waarin ze werkte als barmeisje in de eerste Coyote Ugly toogdansbar in East Village (Manhattan). Het verhaal diende als basis voor de film Coyote Ugly in 2000. In 1998 vormde ze haar GQ-artikel "Eustace Conway is Not Like Any Man You've Ever Met" om in een biografie van de moderne naturalist getiteld "The Last American Man". Deze werd genomineerd voor de National Book Award in de categorie non-fictie. In 2000 werd haar artikel over Hank Williams III, "The Gost" in GQ opgenomen in Best American Magazine Writing 2001.

## Boeken
Haar eerste boek Pilgrims verzamelde een hele reeks kortverhalen, waarmee ze de Pushcart Prize won en tevens de finale haalde voor de PEN/Hemingway Award. Hierop volgde haar roman Stern Men ("hardvochtige mannen") die door The New York Times aangeduid werd als "een merkwaardig boek". In 2002 publiceerde ze de biografie The Last American Man die handelt over een hedendaagse en naturalistische woudbewoner. Hiervoor won ze een National Book Award.
In 2006 bracht Gilbert Eat, Pray, Love: One Woman's Search for Everything Across Italy, India and Indonesia ("Eet, bid, heb lief: De zoektocht van een vrouw naar alles langsheen Italië, India en Indonesië") uit. Het vertelt haar verhaal over haar jaar van "spirituele en persoonlijke verkenning" tijdens haar reizen in het buitenland. Ze verzamelde het geld voor haar wereldreis voor het boek met behulp van een behoorlijk voorschot van haar uitgever. Deze memoires stonden op de lijst van non-fictie bestsellers van The New York Times in de lente van 2006 en in oktober 2008 stond het boek na 88 weken nog steeds op de tweede plaats. Gilbert verscheen in The Oprah Winfrey Show in 2007 en is er sindsdien nogmaals geweest om haar boek, haar levensvisie en de verfilming te bespreken. De verfilming van Eat, Pray, Love ging uit van Columbia Pictures en werd vervolgens onder nagenoeg dezelfde titel uitgebracht op 13 augustus 2010. (Zie Eat Pray Love.) De actrice Julia Roberts speelt de rol van Elizabeth Gilbert.
Haar vijfde boek heet "Committed: A Skeptic Makes Peace with Marriage" ("Toegewijd: een sceptica legt zich neer bij het huwelijk"; januari 2010) en kan beschouwd worden als het vervolg op Eat, Pray, Love. Het is een diepgaand onderzoek van het instituut van het huwelijk vanuit meerdere historische en hedendaagse perspectieven. Daarenboven worden ook perspectieven aangehaald uit het homohuwelijk en vergelijkt deze met de kwestie van rasoverschrijdende huwelijken voorafgaand aan de jaren zeventig.
In een interview zegt ze beïnvloed ze te zijn door de Tovenaar van Oz. Meer bepaald zegt ze: "Ik ben vandaag een schrijver omdat ik als kind geleerd heb om graag te lezen - en vooral dankzij de boeken van Oz..." Ze benadrukt verder ook het belang van Charles Dickens met verwijzing naar de invloed van zijn stijl in haar eigen schrijven in talloze interviews. Daarnaast vermeldt ze ook het werk Meditaties van Marcus Aurelius als favoriete boek over filosofie.

### Verzamelingen
- Pilgrims (1997) (Pushcart Prize, Zacharis Award,[2] finalist voor de PEN/Hemingway Award)

### Romans
- Stern Men (2000)
- The Signature of All Things (2014)
- City of girls  (2019)

### Biografie
- The Last American Man (2002) (finalist voor de National Book Award en National Book Critic's Circle Award)

### Memoires
- Eat, Pray, Love (2006)
- Committed (2010)
- Big Magic (2015)

### Als bijdrager
- The KGB Bar Reader: Buckle Bunnies (1998)
- Why I Write: Thoughts on the Craft of Fiction (bijdrage) (1999)
- A Writer's Workbook: Daily Exercises for the Writing Life (voorwoord) (2000)
- The Best American Magazine Writing 2001: The Ghost (2001)
- The Best American Magazine Writing 2003: Lucky Jim (2003)